# Ancylis ventriverticalis
Ancylis ventriverticalis is een vlinder uit de familie van de bladrollers (Tortricidae). De wetenschappelijke naam van de soort is voor het eerst geldig gepubliceerd in 2008 door Xu Zhang & Hou-hun Li.

## Type
- holotype: "male. 5.VII.2001. coll. H.H. Li and X. Wang, genitalia slide ZAH03473"
- instituut: TNHM, Tianjin, China
- typelocatie: "China, Gansu Prov., Wenxian, 32°58'N, 104°41'E, 2000 m"